# Germane
Le germane, ou tétrahydrure de germanium, est le composé chimique de formule GeH4. C'est l'hydrure le plus simple du germanium, et l'analogue du silane SiH4 pour le silicium ou du méthane CH4 pour le carbone. La molécule GeH4 a une géométrie tétraédrique, comme les molécules SiH4 et CH4.

## Préparation
Le germane est la forme industriellement la plus utile du germanium, de sorte que de nombreuses méthodes de préparation industrielle ont été élaborées pour en produire. On peut les ranger en trois catégories :
1. Par réduction chimique ;
2. Par réduction électrochimique ;
3. À partir d'un plasma.

La réduction chimique consiste à faire réagir des composés contenant du germanium (par exemple du germanium élémentaire, du tétrachlorure de germanium GeCl4 ou du dioxyde de germanium) GeO2 avec un agent réducteur tel que NaBH4, KBH4, LiBH4, NaAlH4, LiH, NaH ou MgH2. La réaction peut avoir lieu aussi bien dans un solvant organique qu'en solution aqueuse. En laboratoire, le germane peut s'obtenir en faisant réagir des composés au Ge(IV) avec des hydrures, par exemple :
Na2GeO3 + NaBH4 + H2O → GeH4 + 2 NaOH + NaBO2
La réduction électrochimique consiste à appliquer une tension entre d'une part une cathode de germanium métallique immergée dans un électrolyte aqueux et d'autre part une anode en molybdène ou en cadmium. Dans ce dispositif, le germane et l'hydrogène se forment à l'anode tandis que l'anode se couvre d'oxyde de molybdène ou de cadmium selon le cas.
La synthèse au plasma consiste à bombarder du germanium métallique avec des atomes d'hydrogène produits à partir d'une source plasma haute fréquence afin de produire du germane et du digermane.

## Réactions
Dans l'ammoniac liquide, GeH4 s'ionise avec NH3 pour former GeH3− et NH4+. Toujours dans l'ammoniac liquide, GeH4 réagit avec les métaux alcalins pour former des composés cristallins blancs de type MGeH3 (où M représente Li, Na, K, Rb et Cs). Les cristaux de KGeH3 et RbGeH3 ont la même structure que le chlorure de sodium, indiquant que les anions GeH3− y ont une rotation libre, contrairement au cristal CsGeH3, qui a la structure distordue de l'iodure de thallium.

## Hydrures apparentés
- Silane SiH4
- Stannane SnH4
- Plombane PbH4